# Microsoft Visio
Microsoft Visio is een applicatie voor het maken van technische en logische schema's (diagrammen). Het programma is bedoeld voor technici en stelt deze in staat om relatief eenvoudig stroomschema's, (kantoor)plattegronden, databasemodellen en andere schematische documenten en diagrammen te maken. Visio maakt deel uit van het uitgebreide Office-pakket van Microsoft, nadat Microsoft in 2000 het zelfstandige Visio Corporation overnam. Er zijn twee versies beschikbaar, Standard en Professional.

## Versies
- Microsoft Visio 2013 Standard
- Microsoft Visio 2013 Professional
- Microsoft Visio 2016 Standard
- Microsoft Visio 2016 Professional
- Microsoft Visio 2019 Standard
- Microsoft Visio 2019 Professional
- Microsoft Visio 2021 Professional

## Gebruik
Een grote hoeveelheid symbolen laat toe om bedrijfsprocessen, datamodellen en IT-infrastructuur te modelleren. Ook is het mogelijk om met Visio een plattegrond van een huis te schetsen.
Het kan voor business process management gebruikt worden, maar het is daarvoor niet geoptimaliseerd.